# Helmut Marko
Helmut Marko (n. 27 aprilie 1943, Graz) este un fost pilot austriac de Formula 1 care a evoluat în Campionatul Mondial între anii 1971 și 1972.